# Vallermosa
Vallermosa (en sardo: Biddaramosa) es un municipio de Italia, en la provincia de Cerdeña del Sur, región de Cerdeña. Tiene una población estimada, a fines de 2019, de 1875 habitantes.
Está situado a 30 km al noroeste de Cagliari. El nombre proviene del español "villa hermosa".

## Historia
Vallermosa fue fundada en el año 1645 por Biagio Alagon. Posteriormente comenzaron a venir familias provenientes de la subregión de Nuorese (en el noreste de la isla), que en la época invernal practicaban la trashumancia. Con el tiempo, aquellas familias se instalaron en el poblado, aunque sin abandonar sus costumbres.
En honor a su patrón, San Lucifer, el 20 de mayo se celebra una fiesta en la plaza principal, que lleva festejándose durante siglos.

## Localización
El municipio se encuentra en un valle a los pies del monte Linas, próximo a los ríos Pau y Gora Manna.
En las colinas de la región destaca la gran vegetación, y la abundancia de fuentes y recursos naturales.

## Lugares de interés
Destacan las iglesias de San Lucifer y Santa Maria, así como el Convento de las Hermanas.
También se halla el templo fenicio-púnico y el santuario nurágico de Matzanni.

## Ciudades hermanadas
- Pedrola, España

## Evolución demográfica
| Gráfica de evolución demográfica de Vallermosa entre 1861 y 2001 |
|                                                                  |
| Fuente ISTAT - Elaboración gráfica de Wikipedia                  |